# Michael Grieb
Michael Grieb (* 12. Februar 1921 in Tännesberg, Oberpfalz; † 17. Oktober 2003 in Schwerin) war ein deutscher Politiker (SED). Er war Vorsitzender des Rates des Bezirkes Schwerin.

## Leben
Grieb, Sohn eines Schuhmachergesellen sowie einer Putzfrau und Küchenhilfe, besuchte von 1927 bis 1935 die Volksschule in Tännesberg. Von Mai 1935 bis Mai 1938 besuchte er die Berufsschule und absolvierte eine Lehre als Bäcker in München. 1938/39 arbeitete er als Bäcker in München und Heidelberg. Im Juli 1940 wurde er zum Kriegsdienst in die Wehrmacht eingezogen. Zuletzt war er Obersignalmaat bei der 21. U-Flottille. Von Mai bis September 1945 befand er sich in britischer Kriegsgefangenschaft in Wendtorf bei Kiel. Er war dort als Ziegelputzer tätig. Nach seiner Entlassung war er kurzzeitig Bauhilfsarbeiter in Kiel, bevor er nach einem Aufenthalt in München und Tännesberg im November 1945 nach Waren (Müritz) in die Sowjetische Besatzungszone übersiedelte. Von Januar 1946 bis Februar 1948 war Grieb Bäckergeselle in einer Bäckerei, 1947 legte er in Waren die Meisterprüfung als Bäcker ab. Zwischen 1948 und 1950 leitete er dort eine Konsum-Bäckerei.
1946 trat Grieb der SED bei. Er fungierte 1950/51 als Sekretär für Aufklärung beim Kreisausschuss der Nationalen Front in Waren, dann 1951/52 als Sekretär beim Kreisausschuss der Nationalen Front in Stralsund und Waren. Von August 1952 bis Juli 1954 leitete er die Abteilung für Organisation sowie Aufklärung, Presse und Schulung beim Bezirksausschuss Schwerin der Nationalen Front. Von Mai 1954 bis August 1956 war er Instrukteur für schriftliche Agitation bzw. Instrukteur für Presse und  Funk der SED-Bezirksleitung Schwerin. Zwischen 1954 und 1960 absolvierte er ein Fernstudium an der Parteihochschule „Karl Marx“ mit Abschluss als Diplom-Gesellschaftswissenschaftler. 1956/57 wirkte er als  stellvertretender Leiter der Abteilung Agitation und Propaganda der SED-Bezirksleitung Schwerin. Von 1957 bis 1960 war er persönlicher Referent des Ersten Sekretärs der SED-Bezirksleitung Schwerin, Bernhard Quandt. Ab Juli 1960 war Grieb Vorsitzender des Rates des Bezirkes Schwerin sowie Abgeordneter des Bezirkstags Schwerin. Im Mai 1968 wurde er von dieser Funktion abberufen und nahm 1968/69 am 2. Einjahreslehrgang für Parteifunktionäre an der Hochschule für Ökonomie Berlin teil. Von 1969 bis 1982 fungierte er als Erster Stellvertreter des Vorsitzenden des Rats des Bezirks Rostock und war Abgeordneter des Bezirkstags Rostock. 1982 wurde Grieb invalidisiert.

## Auszeichnungen
- Verdienstmedaille der DDR (1959)
- Vaterländischer Verdienstorden in Bronze (1966)